# Frans Huys
Frans Huys (Antwerpen, ca. 1522 - aldaar, 1562) was een Zuid-Nederlands graveur en tekenaar.
Een document uit 1546 toont aan dat hij meester was van het Antwerpse Sint-Lucasgilde, daar hij een gezel had. Hij werkte voor de Antwerpse uitgevers Hieronymus Cock, Hans Liefrinck I, die zijn schoonbroer was, en Bartholomeus de Momper. Samen met zijn broer Pieter Huys werkte hij ook voor Christoffel Plantijn.
Het vroegst gedateerde werk van zijn hand stamt uit 1555. Zijn werk bestond uitsluitend uit etsen, en hij reproduceerde slechts het werk van andere kunstenaars. Hij was sterk beïnvloed door de Italiaanse etskunst, waarschijnlijk door toedoen van Giorgio Ghisi, met wie hij samenwerkte.
Huys graveerde een groot aantal portretten van heersers uit zijn tijd, humoristische genrestukken naar Cornelis Massys, en etsen naar tekeningen van Pieter Bruegel de Oude, zoals Schaatsers voor de Sint-Jorispoort en Zeeslag in de Straat van Messina.